# ميخائيل سينيور
ميخائيل سينيور (بالإنجليزية: Michael Senior)‏ (3 مارس 1981 في المملكة المتحدة - ) هو لاعب كرة قدم بريطاني في مركز الدفاع. لعب مع هدرسفيلد تاون ونادي هاليفاكس تاون وOssett Albion A.F.C. ‏ وأوست تاون ‏ وWakefield F.C. ‏.

## وصلات خارجية
- ميخائيل سينيور على موقع قاعدة بيانات كرة القدم.إي يو (الإنجليزية)
- ميخائيل سينيور على موقع Soccerbase.com (لاعب) (الإنجليزية)